# Google Images
Google Images est un service proposé depuis 2001 par le moteur de recherche Google pour permettre de trouver sur le web des images en rapport avec un sujet donné.
La pertinence d'une image vis-à-vis des mots-clés saisis par l'utilisateur est évaluée sur la base de paramètres tels que le nom du fichier ou le texte encadrant l'image dans la page d'origine.

## Interface
La page de résultats est constituée d'une mosaïque d'images affichées sous la forme de vignettes, avec pour chacune d'elles des informations complémentaires : la taille de l'image, le poids et le format du fichier, le site d'où elle provient, et un extrait du texte adjacent, dans lequel les mots-clés recherchés sont mis en gras.
Chacune de ces vignettes est un lien hypertexte vers une page divisée en deux cadres horizontaux ; celui du haut reprend la vignette avec les informations qui l'accompagnaient dans la page précédente, et celui du bas contient la page d'origine de l'image, afin de l'apprécier dans son contexte.
En 2007, Google Images a tenté d'introduire une nouvelle interface pour sa page de résultats, dans laquelle les informations accompagnant chacune des images étaient masquées par défaut, et n'apparaissaient qu'au passage de la souris au-dessus de l'image. L'ancienne version a été restaurée quelques semaines plus tard.
Une nouvelle version a été présentée lors d'une conférence de presse le 20 juillet 2010. Les images forment une mosaïque qui remplit toute la page à disposition. Lorsque l'on amène la souris sur une image, celle-ci s'agrandit et le nom du site d'où elle provient apparaît. Si l'on clique sur une image, on atterrit sur le site éditeur, mais contrairement à l'ancienne version, le bandeau horizontal haut de Google donnant des informations sur l'image se retrouve à la verticale droite et le site est grisé avec l'image au premier plan qui se détache du site.
À partir de 2013 aux États-Unis (2017 en France), l'interface de Google Images est profondément remaniée. Les images apparaissent toujours sous la forme de vignettes mais un clic sur une vignette ouvre un bandeau au fond noir intégré à la page de résultats (et non plus une nouvelle page). Ce bandeau présente : une version agrandie de l'image choisie ; le titre de la page où elle se trouve ; l'adresse URL du site web ; la résolution native de l'image ; un extrait du texte de la page ; des boutons "Consulter", "Afficher l'image" et "Partager ; une sélection d'images similaires.

## Options de recherche
Les options de recherche avancée offrent la possibilité de se limiter aux visages ou aux images d'actualité, de régler la taille et le format des images recherchées, ou encore de ne chercher que des images en couleurs ou en noir et blanc.
Comme pour toute recherche sur Google, les limitations à un nom de domaine et les opérateurs booléens sont autorisés.
Google Images propose également une option de recherche d'image par le contenu, qui permet de rechercher des images similaires sur le Web. 
Par défaut, les résultats sont filtrés de manière à ne pas afficher d'images de nature pornographique, mais ce filtre peut être désactivé.

## Historique
Le service a commencé à être développé quand le moteur de recherche classique a reçu de nombreuses demandes au sujet de la robe verte Versace que la chanteuse Jennifer Lopez portait aux Grammy Awards en 2000,.

## Langues
On trouve Google Images dans diverses langues, et au sein d'une langue, pour différents pays :
- allemand (Belgique, Allemagne, Italie, Luxembourg, Nambie, Suisse, Autriche, Roumanie...)
- anglais (États-Unis, Canada, Singapour, Afrique anglophone, Irlande, Royaume-Uni, Australie, Nouvelle-Zélande...)
- français (Belgique, Québec, Canada, Afrique francophone, Suisse, Luxembourg, France, Vanuatu...)
- italien (Italie, Suisse, Saint-Marin)
- néerlandais (Belgique, Pays-Bas, Suriname)
- portugais (Angola, Brésil, Cap-Vert, Portugal, Sao Tomé-et-Principe, Timor oriental)
- espagnol (États-Unis, Argentine, Espagne, Bolivie, Belize, Colombie...)